# Ferenc Péter
Ferenc Péter (n. 26 octombrie 1963, Sovata, România) este un politician român de etnie maghiară, primar al orașului Sovata între 2000-2016, iar din 2016 ocupă funcția de președinte  al Consiliului Județean Mureș.

## Activitatea politică
Ferenc Péter a ocupat în perioada 2000-2016 funcția de primar al orașului Sovata. În cei 16 ani în fruntea localității a devenit cunoscut pentru însemnatele realizări de a salva patrimoniul construit la Băile Sovata și dezvoltarea turismului local.  În 2016, consilierii județeni l-au ales ca președinte al Consiliului Județean Mureș, funcție păstrată în urma alegerilor locale din 2020, primind 85.367 de voturi (38,69%).